# Foot in Mouth
Foot In Mouth is een livealbum van Green Day uit 1996. Het is opgenomen tijdens tournees voor de albums Dookie en Insomniac. In eerste instantie is het alleen in Japan uitgegeven; in 2005 volgt een release voor de rest van de wereld.

## Track listing
1. "Going to Pasalacqua (Live)" - 3:52
(opgenomen 2 september 1995 te Johanneshaov, Stockholm, Zweden)
2. "Welcome to Paradise (Live)" - 3:41
(opgenomen 11 maart 1994 te Jannus Landing, St. Petersburg, Florida)
3. "Geek Stink Breath (Live)" - 2:17
(opgenomen 2 september 1995 te Johanneshaov, Stockholm, Zweden)
4. "One of My Lies (Live)" - 2:21
(opgenomen 11 maart 1994 te Jannus Landing, St. Petersburg, Florida)
5. "Stuck with Me (Live)" - 2:31
(opgenomen 2 september 1995 te Johanneshaov, Stockholm, Zweden)
6. "Chump (Live)" - 2:33
(opgenomen 11 maart 1994 te Jannus Landing, St. Petersburg, Florida)
7. "Longview (Live)" - 3:34
(opgenomen 11 maart 1994 te Jannus Landing, St. Petersburg, Florida)
8. "2000 Light Years Away (Live)" - 2:36
(opgenomen 11 maart 1994 te Jannus Landing, St. Petersburg, Florida)
9. "When I Come Around (Live)" - 2:42
(opgenomen 27 januari 1996 te Harumi Arena, Tokio, Japan)
10. "Burnout (Live)" - 2:24
(opgenomen 11 maart 1994 te Jannus Landing, St. Petersburg, Florida)
11. "F.O.D. (Live)" - 2:25
(opgenomen 26 maart 1996 te Sporthalle, Praag, Tsjechië)

- Tracks 2, 4, 6, 7, 8, en 10 waren eerder uitgegeven en wel op Live Tracks EP

## Samenstelling band
- Billie Joe Armstrong- zang, gitaar
- Mike Dirnt - basgitaar, zang
- Tré Cool - slagwerk, zang